# 専修学校教員資格
専修学校教員資格（せんしゅうがっこうきょういんしかく）とは、専修学校の教員となる上で必要な資格のことである。公的な資格名称として位置付けられているわけではないが、民間の認定機関で当該用語が用いられることが多い。

## 資格要件
専修学校の教員は、それぞれ専門課程、高等課程、一般課程ごとに専修学校設置基準（昭和五十一年文部省令第二号）第四十一条から第四十三条（教員の資格）に規定されている要件に該当しなければならない。
専門課程の教員の資格
（［参考］専修学校設置基準（第四十一条）
専修学校の専門課程の教員は、次の各号の一に該当する者（次に掲げる項目のいずれかに該当する者）でその担当する教育に関し、専門的な知識、技術、技能等を有するものでなければならない。
1. 専修学校の専門課程を修了した後、学校、専修学校、各種学校、研究所、病院、工場等においてその担当する教育に関する教育、研究または技術に関する業務に従事した者であって、当該専門課程の修業年限と当該業務に従事した期間とを通算して6年以上となる者
2. 学士の学位を有する者にあっては2年以上、短期大学士の学位または準学士の称号を有する者にあつては4年以上、学校、専修学校、各種学校、研究所、病院、工場等においてその担当する教育に関する教育、研究又は技術に関する業務に従事した者
3. 「高等学校」または「中等教育学校の後期課程」において2年以上主幹教諭、指導教諭または教諭の経験のある者
4. 修士の学位または 学位規則 に規定する専門職学位を有する者
5. 特定の分野について、特に優れた知識、技術、技能及び経験を有する者
6. その他前各号に掲げる者（専門課程の教員の資格についての前記各項目）と同等以上の能力があると認められる者

高等課程の教員の資格
（［参考］専修学校設置基準（第四十二条）
専修学校の高等課程の教員は、次の各号の一に該当する者（次に掲げる項目のいずれかに該当する者）でその担当する教育に関し、専門的な知識、技術、技能等を有するものでなければならない。
1. 前条（第四十一条）各号の一に該当する者（専門課程の教員の資格に掲げる項目のいずれかに該当する者）
2. 専修学校の専門課程を修了した後、学校、専修学校、各種学校、研究所、病院、工場等においてその担当する教育に関する教育、研究または技術に関する業務に従事した者であって、当該専門課程の修業年限と当該業務に従事した期間とを通算して4年以上となる者
3. 短期大学士の学位または準学士の称号を有する者で、2年以上、学校、専修学校、各種学校、研究所、病院、工場等においてその担当する教育に関する教育、研究または技術に関する業務に従事した者
4. 学士の学位を有する者
5. その他前各号に掲げる者（高等課程の教員の資格についての前記各項目）と同等以上の能力があると認められる者

一般課程の教員の資格
（［参考］専修学校設置基準（第四十三条）
専修学校の一般課程の教員は、次の各号の一に該当する者（次に掲げる項目のいずれかに該当する者）でその担当する教育に関し、専門的な知識、技術、技能等を有するものでなければならない。
1. 前2条（第四十一条）または（第四十二条）各号の一に該当する者（専門課程の教員の資格に掲げる項目のいずれかに該当する者、または高等課程の教員の資格に掲げる項目のいずれかに該当する者）
2. 高等学校または中等教育学校を卒業後、4年以上、学校、専修学校、各種学校、研究所、病院、工場等においてその担当する教育に関する教育、研究または技術に関する業務に従事した者
3. その他全各号に掲げる者（一般課程の教員の資格についての前記各項目）と同等以上の能力があると認められる者

## 民間団体による研修及び専修学校教員認定証付与
専修学校等からなる業界団体では、専修学校設置基準に定める教員の資格を有し、教員を志望する者、教員となって3年未満の者に新任研修を実施し、修了した者に「専修学校教育認定証」を交付している。もとより、専修学校の教員たる資格は当該設置基準にて公に認定しているものであり、認定証は新規に何らか公的な資格を付与するものではないが、実施団体では専修学校の教員たる資質を確保するため、研修及び認定証の交付が実施、修了者を団体の名簿に登録している。主に実施団体としては一般財団法人職業教育・キャリア教育財団が一般的であるが、例えば、一般社団法人群馬県専修学校各種学校協会などのように、都道府県単位の業界団体等でも同様の事業を実施している例がある。
また、専修学校教員資格に類するものとして、服飾専門学校等の専門課程を修了すると認定される服飾教員の基礎資格を得られる。関連業務を4年以上で高等課程教員資格が、6年以上で専門課程の教員資格が認定される。
洋裁教員については、民間資格として一般社団法人ドレスメーカー服飾教育振興会認定の洋裁教員資格があり、助教・3級・2級・1級と等級が定められ、法人の認定校にて取得することができる。和裁教員については、一般社団法人日本和裁士会が認定する民間資格、和裁士があり、同法人認定校で4年間学び、実技試験に合格すると同法人認定の民間資格、和裁教員免許証が交付される。